# 亨尼格河 (伍珀河支流)
51°7′19.3″N 7°24′30.2″E / 51.122028°N 7.408389°E
亨尼格河（德語：Hönnige），是德國的河流，位於該國西部，處於北萊茵-威斯特法倫州，屬於伍珀河的右支流，河道全長9.1公里，流域面積15.9平方公里，發源自哈爾費爾，河口處在維珀菲爾特。